# Cofradía de pescadores (Andalucía)

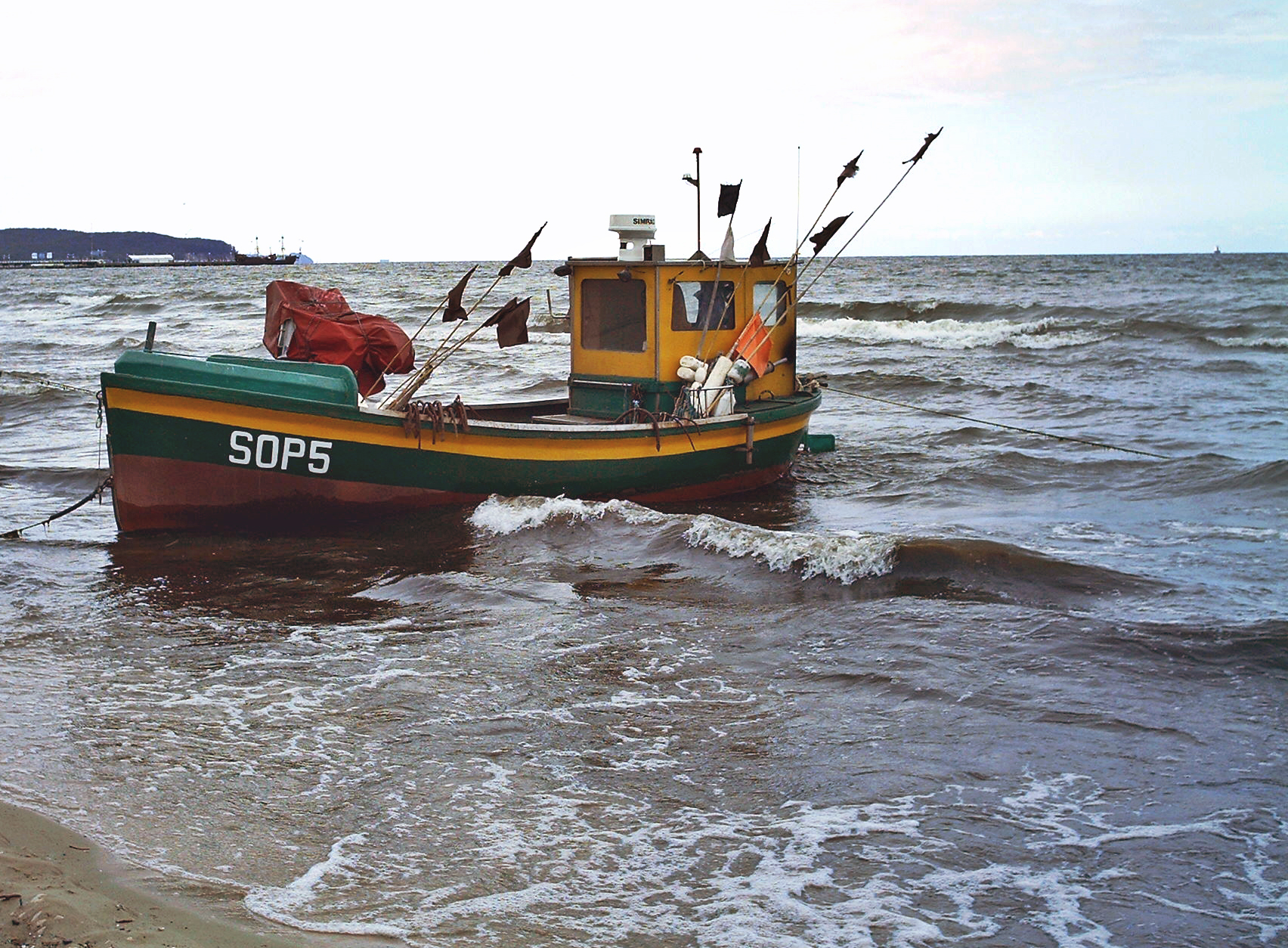
Barco pesquero.

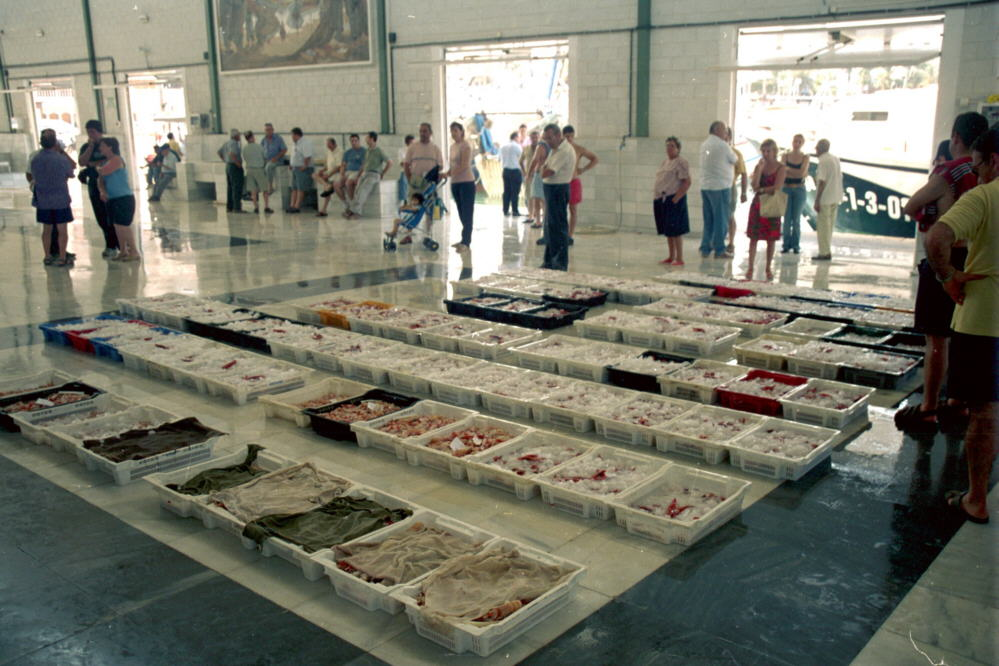
Subasta de pescado en la Lonja del puerto de Garrucha (Almería, España).

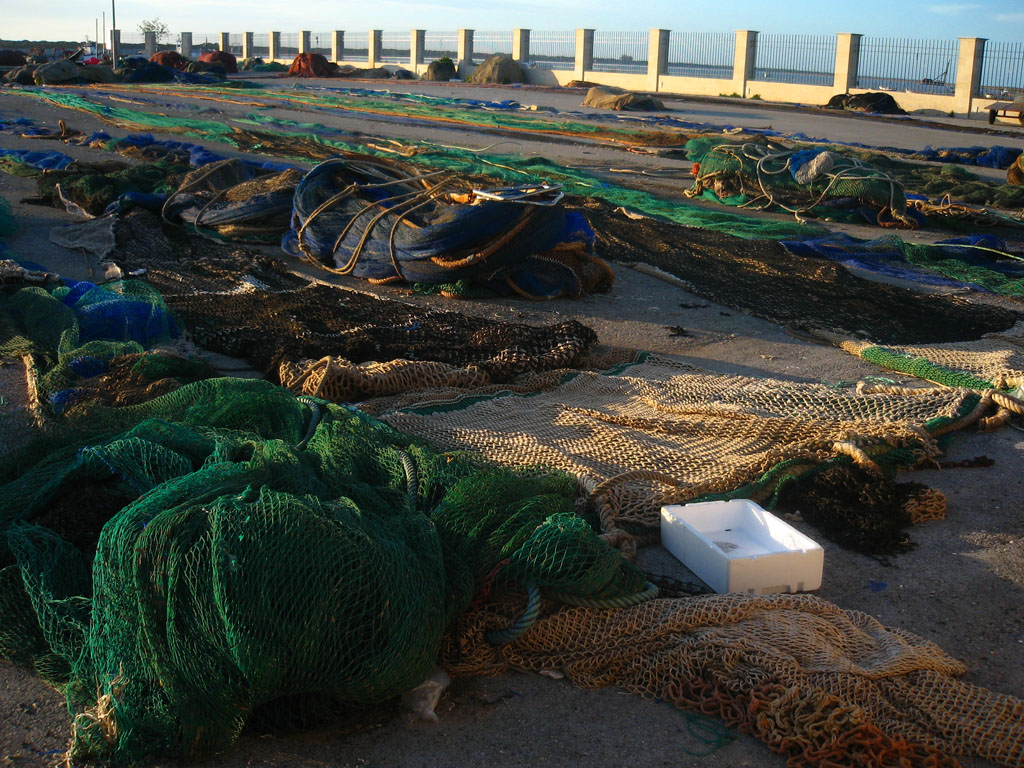
Redes tendidas al sol en el puerto pesquero de Bonanza (Sanlúcar de Barrameda (Cádiz).

Las cofradías de pescadores están reguladas en Andalucía de acuerdo con lo dispuesto en el capítulo II artículos 41 al 44 de la Ley 1/2002, de 4 de abril, de Ordenación, Fomento y Control de la Pesca Marítima, el Marisqueo y la Acuicultura Marina que regula la composición y funcionamiento de las organizaciones del sector pesquero, marisquero y acuícola de Andalucía.